# Lithophane lepida
Lithophane lepida är en fjärilsart som beskrevs av Joseph Albert Lintner 1878. Lithophane lepida ingår i släktet Lithophane och familjen nattflyn. Inga underarter finns listade i Catalogue of Life.